# Gusii (peuple)
Pour les articles homonymes, voir Gusii.
Les Gusii sont une population d'Afrique de l'Est vivant principalement au sud-ouest du Kenya, dans la province de Nyanza. Quelques communautés vivent également en Tanzanie.

## Ethnonymie
Selon les sources et le contexte, on rencontre différentes formes : Abagusii, Abakisii, Ekegusii, Ekugusii, Gizii, Gusiis, Guzii, Kisii, Kosova, Kossowa, Wakisii.

## Langues

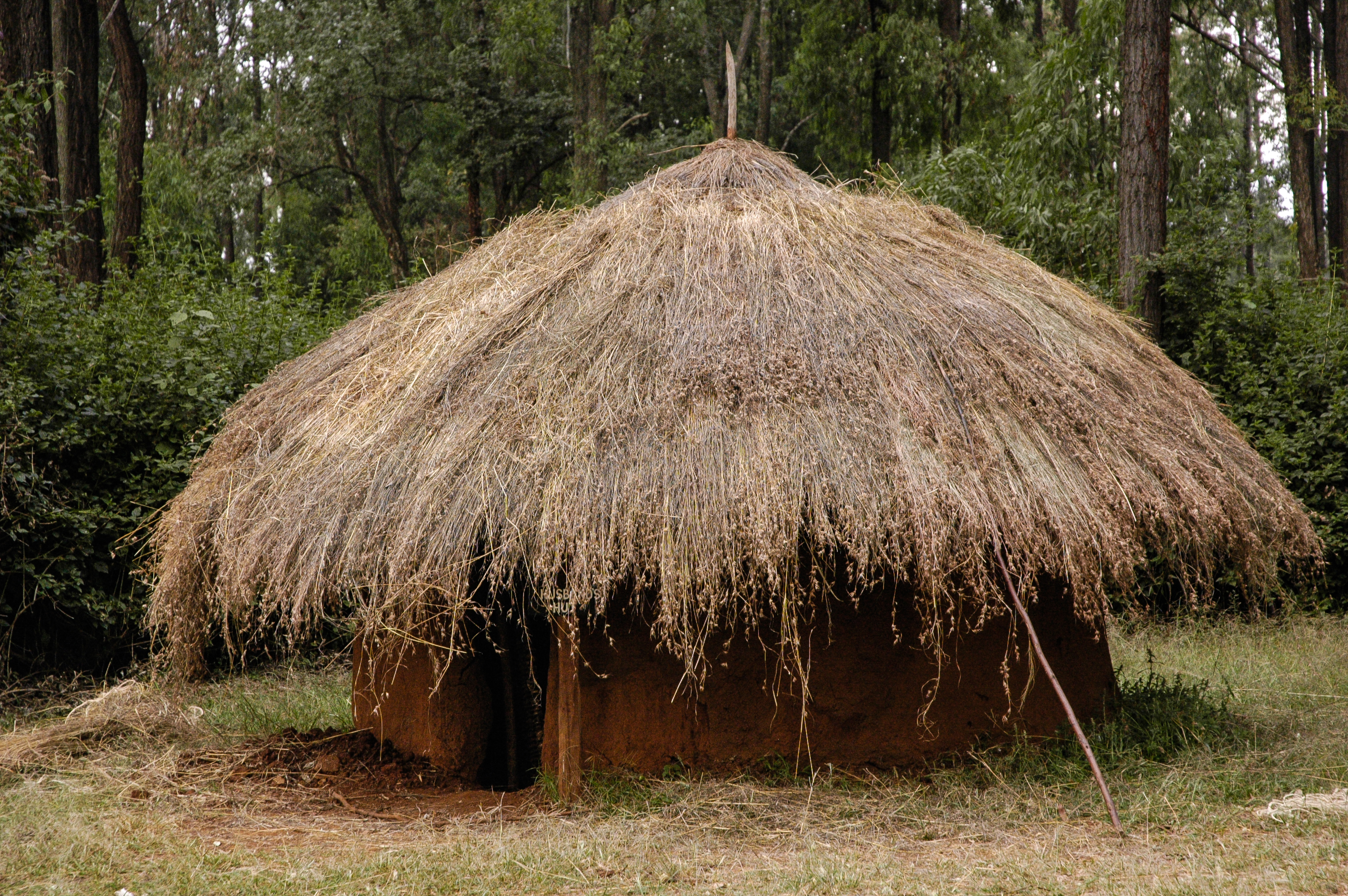
Habitation gusii.

Ils parlent le gusii, une langue bantoue dont le nombre de locuteurs a été estimé à 2 120 300. L'anglais, le kuria et le swahili sont également utilisés.